# Ejler Allert
Ejler Arild Emil Allert  (Tingsted, 17 november 1881 – Rødovre, 25 maart 1953) was een Deens roeier. 
Aller won de gouden medaille in de vier-met-stuurman met inringers
tijdens de Olympische Zomerspelen 1912 in het Zweedse Stockholm.
Dit onderdeel stond alleen in 1912 op het olympische programma. Deze manier van roeien was vooral populair in Scandinavië.

## Resultaten
- Olympische Zomerspelen 1912 in Stockholm  in de vier-met-stuurman met inringers